# Yuki Matsushita
Yuki Matsushita (松下 裕樹 Matsushita Yuki?), född 7 december 1981 i Gunma prefektur, är en japansk fotbollsspelare.
Matsushita började sin karriär 2000 i Sanfrecce Hiroshima. Efter Sanfrecce Hiroshima spelade han för Avispa Fukuoka, Kawasaki Frontale, Thespakusatsu Gunma (Thespa Kusatsu) och Yokohama FC.